# Podkuprianiszki
Podkuprianiszki (lit. Rudaminos Kelias) – mikrorejon na Litwie, w okręgu wileńskim, część Wilna, w dzielnicy Rossa.

## Historia
W dwudziestoleciu międzywojennym parcele leżące w Polsce, w województwie wileńskim, w powiecie grodzkim Wilno. W spisie z 1931 ujęte w grupie miejscowości (obejmującej Kuprianiszki, Mieszkańce, Podkopcowo, Podkuprianiszki i Równe Pole Kupriańskie), która liczyła 636 mieszkańców, zamieszkałych w 113 budynkach.
Po II wojnie światowej w granicach Związku Sowieckiego. Od 1991 na niepodległej Litwie. W 1996 zostały włączone w granice Wilna.

## Transport
Podkuprianiszki położone są przy drodze magistralnej A15 (ul. Lipowska; lit. Liepkalnio). W pobliżu znajduje się port lotniczy Wilno.